# Поляницький регіональний ландшафтний парк
Поляни́цький регіона́льний ландша́фтний парк — природоохоронна територія в Українських Карпатах, у масиві Сколівські Бескиди. Розташований у межах Болехівської міськради Івано-Франківської області, на захід і південний захід від села Поляниці. 
Площа природоохоронної території 1032 га. Статус присвоєно згідно з розпорядженням облдержадміністрації від 15.07.1996 року № 451. Перебуває у віданні ДП «Болехівський держлісгосп» (Поляницьке л-во, кв. 9, 10, 14-16, 22-26). 
Поляницький регіональний ландшафтний парк створений з метою збереження цінних природних та історико-культурних комплексів та об'єктів, створення умов для ефективного туризму, відпочинку та інших видів рекреації у природних умовах з додержанням режиму охорони заповідних природних комплексів. 
Майже 80% території зайнято лісами: чисті букові насадження віком від 60 до 160 років; незначна частка — мішані буково-ялицевим та буково-смерековим лісам, є декілька ділянок смереково-соснових насаджень із реліктової сосни звичайної. Поодиноко трапляється береза пухнаста. Серед рідкісних видів рослин є ряд занесених до Червоної книги України, зокрема: баранець звичайний, плаун однорічний, білоцвіт весняний, підсніжник звичайний, лілія лісова, любка дволиста, зозулині сльози яйцеподібні, булатка довголиста та інші. 
Багатий тваринний світ. Тут водяться вивірка карпатська — підвид вивірки звичайної, лисиця звичайна, куниця лісова та куниця кам'яна, борсук європейський, заєць сірий, сарна європейська. Є також саламандра плямиста, гребінчастий тритон, трапляється форель. 
На території регіонального парку розташована комплексна пам'ятка природи загальнодержавного значення «Скелі Довбуша» і туристичний об'єкт «Гірське озеро» (площа — 0,32 га), яке раніше мало статус гідрологічної пам'ятки природи (див. також «Гірське Озеро»). 
Поляницький ландшафтний ландшафтний парк — цінний і популярний рекреаційний, туристичний та етнокультурний об'єкт.